# یوشیفومی کوندو
یوشیفومی کوندو (近藤 喜文 Kondō Yoshifumi, ۳۱ مارس ۱۹۵۰ – ۲۱ ژانویه ۱۹۹۸) یک پویانمای ژاپنی بود که در سالهای آخر عمرش برای استودیو جیبوری کار کرد. او در گوسن، استان نیگاتا، ژاپن زاده شد. او به عنوان یک کارگردان انیمیشن در آن شرلی با موهای قرمز، شرلوک هاوند، سرویس تحویل کی‌کی، همین دیروز و شاهزاده مونونوکه کار کرده‌است. کوندو فیلم " زمزمه قلب " را کارگردانی کرد و انتظار می‌رفت که یکی از کارگردانان برتر در استودیو جیبوری، همراه با هایائو میازاکی و ایسائو تاکاهاتا شود و تبدیل به یک جانشین نهایی شود.
کوندو در سال ۱۹۹۸ بر اثر آنوریسم در گذشت. به نظر می‌رسد مرگ او دلیل اصلی اولین اعلام هایائو میازاکی برای بازنشستگی در سال ۱۹۹۸ است، اگر چه میازاکی بعداً به استودیوی جیبوری بازگشت.